# Castello di Rocchetta
Il castello di Rocchetta è un castello ubicato a Rocchetta e Croce.

## Storia e descrizione
Il castello venne edificato tra l'VIII e il IX secolo per proteggere dai Saraceni i contadini di Giano e gli abitanti delle fattorie della valle di Assano. Conquistato dai Saraceni, venne utilizzato sia come avamposto sia per custodire le schiave da vendere poi agli arabi. Successivamente divenne feudo dei vescovi di Calvi, i quali lo riconvertirono in una sorta di eremo, diventando luogo di preghiera.
Posizionato a strapiombo su tre lati e il quarto a ridosso di un'erta, aveva l'architettura tipica di altri castelli costruiti nel suo stesso periodo in zona, ossia un recinto fortificato, una torre nei pressi della porta di accesso e un magazzino: ne restano tracce di mura e del portale d'ingresso.